# 神狐暗沙
神狐暗沙位于南中国海中沙群岛西北部，一统暗沙西北约46海里。整个暗沙全部在海面以下，最浅处水深约12米。19世纪曾用名“汕·厄士蒲勒特线”（St Esprit Shoal），郑资约编著的《南海诸岛地理志略》将其归属为西沙群岛。1983年公布名称为“神狐暗沙”，归属中沙群岛。

## 西方测量历史
英国东印度公司的苏格兰籍船长、英国皇家学会会员霍尔斯伯格（James Horsburgh）的《印度指南》（全称“东印度，中国，澳大利亚，好望角及巴西航行与中间港口指南”）于1836年出版，其中有St. Esprit Shoal（神狐暗沙）一节，详细记述西班牙Asseviedo（阿塞维艾多）号从澳门赴马尼拉途中于1755年5 月17 日发现该暗沙，并随后记录了法船（1763年），英船Grosvenor号（1765年），英船Milford号（1789年），英国罗斯船长的Discovery号（1813年）等航船对暗沙的测量情况。
近圆形，周长18或20里格；北部礁石接近水面，南部分别为9, 10, 15浔(1浔=6英尺)；由沙、石和碎石组成。